# Frederico Guilherme de Brandemburgo-Schwedt
Frederico Guilherme de Brandemburgo-Schwedt (17 de novembro de 1700 - 4 de março de 1771), foi um nobre alemão que teve os títulos de príncipe da Prússia e marquês de Brandemburgo. Tornou-se cavaleiro da Ordem da Águia Negra. No século XIX, passou a ser apenas conhecido pelo seu título de marquês para se distinguir do ramo da dinastia Hohenzollern. Os seus pais eram o marquês Filipe Guilherme de Brandemburgo-Schwedt e a princesa Joana Carlota de Anhalt-Dessau. Era sobrinho do rei Frederico I da Prússia.

## Biografia
Frederico Guilherme era conhecido por ser um homem bruto devido ao seu temperamento difícil, severidade e modos grosseiros. Foi educado pelo seu tio, o rei Frederico I da Prússia, e depois pelo seu primo, o rei Frederico Guilherme I. A sua personalidade assemelhava-se à do seu segundo guardião que, tal como ele, detestava a preguiça e era um terror para todos os ociosos. O clero foi um dos principais alvos do seu escárnio e perseguição. O seu bastão era tão temido como o do primo com quem partilhava o nome.
Frederico realizou a conhecida Grande Digressão, uma viagem empreendida por jovens que acabavam os seus estudos, viajando até Genebra em 1715 e Itália em 1716. Regressou à Prússia em 1719, onde foi condecorado com a Ordem da Águia Negra pelo rei Frederico Guilherme I. A 15 de junho de 1723 tornou-se major-general e, a 10 de julho de 1737, foi nomeado tenente-general.
A existência do ramo Schwedt na dinastia Hohenzollern descendia, tal como muitos outros, do pai do rei Frederico I e, uma vez que eram "príncipes de sangue", representavam uma ameaça teórica aos reis prussianos. Frederico Guilherme I tentou neutralizar esta ameaça mantendo os seus primos por perto, educando os irmãos Schwedt na sua própria casa, sendo seu guardião e, mais tarde, casando Frederico Guilherme com uma das suas filhas. Depois de o marquês atingir a maioridade, o rei temia tanto as actividades políticas do seu primo que contratou espiões para vigiarem quem se encontrava com Frederico e com o seu irmão. O marquês Frederico Guilherme tinha um programa pródigo de construção para Schwedt, tanto para o palácio como para a cidade e comprou várias terras e propriedades para aumentar a sua herança. Esta estratégia levou o seu primo a proibi-lo de adquirir mais terras. Ao contrário do que o seu pai tinha feito, o rei Frederico II da Prússia tentou afastar-se dos seus primos Schwedt, humilhando-os sempre que podia. Considerou-os indesejáveis na sua corte, diminuiu a autoridade do marquês nas suas próprias terras encorajando queixas e processos por parte dos arrendatários e vizinhos e, de forma ainda mais eficaz, prejudicou a posição dos irmãos Schwedt dentro do exército prussiano. O marquês Frederico Guilherme foi retirado do comando do exército, uma humilhação que o rei também aplicou aos seus próprios irmãos.
Frederico Guilherme tinha mais dezanove anos do que a sua esposa, a princesa Sofia Doroteia da Prússia, que era sua prima em segundo grau. O casamento, celebrado em 1734, aconteceu por desejo do rei Frederico Guilherme I, contra a vontade da sua filha. A noiva foi levada ao altar pelo seu irmão, o rei Frederico II, uma vez que o seu pai não se estava a sentir bem. A relação do casal não foi feliz e Sofia fugia frequentemente, procurando a protecção do seu irmão, o rei Frederico. Este não parou com admoestações amigáveis, mas enviou o general Meir para Schwedt com autoridade ilimitada para proteger a sua irmã de insultos. Posteriormente, o casal viveu em lugares separados: Sofia vivia no Castelo de Montplaisir e o marquês vivia no Castelo de Schwedt. Os dois só se terão reconciliado quando Sofia Doroteia estava a sofrer de doença terminal. Morreu nos braços do marido.
A 4 de março de 1771, Frederico Guilherme morreu em Wildenbruch, quando uma grave constipação de que sofria piorou.
O marquês reconheceu um filho ilegítimo, o único rapaz que sobreviveu à infância. Devido ao facto de não ter herdeiros masculinos legítimos, o margraviado passou para o seu irmão mais novo, Frederico Henrique.

## Descendência
Com a sua esposa, Frederico Guilherme teve os seguintes filhos:
1. Frederica de Brandemburgo-Schwedt (18 de dezembro de 1736 - 9 de março de 1798); casada com o duque Frederico II Eugénio de Württemberg; com descendência.
2. Isabel Luísa de Brandemburgo-Schwedt (22 de abril de 1738 - 10 de fevereiro de 1820); casada com o príncipe Augusto Fernando da Prússia; com descendência.
3. Jorge Filipe de Brandemburgo-Schwedt (10 de setembro de 1741 - 28 de abril de 1742), morreu aos sete meses de idade.
4. Filipina de Brandemburgo-Schwedt (10 de outubro de 1745 - 1 de maio de 1800); casada com o landegrave Frederico II de Hesse-Cassel; sem descendência.
5. Jorge Frederico de Brandemburgo-Schwedt (3 de maio de 1749 - 13 de agosto de 1751), morreu aos dois anos de idade.

Reconheceu também um filho ilegítimo:
- Georg Wilhelm von Jägersfeld (1725–1797)

## Genealogia
| Frederico Guilherme de Brandemburgo-Schwedt | Pai: Filipe Guilherme de Brandemburgo-Schwedt | Avô paterno: Frederico Guilherme, Eleitor de Brandemburgo               | Bisavô paterno: Jorge Guilherme, Eleitor de Brandemburgo           |
| Frederico Guilherme de Brandemburgo-Schwedt | Pai: Filipe Guilherme de Brandemburgo-Schwedt | Avô paterno: Frederico Guilherme, Eleitor de Brandemburgo               | Bisavó paterna: Isabel Carlota do Palatinado                       |
| Frederico Guilherme de Brandemburgo-Schwedt | Pai: Filipe Guilherme de Brandemburgo-Schwedt | Avó paterna: Sofia Doroteia de Schleswig-Holstein-Sonderburg-Glücksburg | Bisavô paterno: Filipe de Schleswig-Holstein-Sonderburg-Glücksburg |
| Frederico Guilherme de Brandemburgo-Schwedt | Pai: Filipe Guilherme de Brandemburgo-Schwedt | Avó paterna: Sofia Doroteia de Schleswig-Holstein-Sonderburg-Glücksburg | Bisavó paterna: Sofia Edviges de Saxe-Lauemburgo                   |
| Frederico Guilherme de Brandemburgo-Schwedt | Mãe: Joana Carlota de Anhalt-Dessau           | Avô materno: João Jorge II de Anhalt-Dessau                             | Bisavô materno: João Casimiro de Anhalt-Dessau                     |
| Frederico Guilherme de Brandemburgo-Schwedt | Mãe: Joana Carlota de Anhalt-Dessau           | Avô materno: João Jorge II de Anhalt-Dessau                             | Bisavó materna: Inês de Hesse-Cassel                               |
| Frederico Guilherme de Brandemburgo-Schwedt | Mãe: Joana Carlota de Anhalt-Dessau           | Avó materna: Henriqueta Catarina de Orange-Nassau                       | Bisavô materno: Frederico Henrique, Príncipe de Orange             |
| Frederico Guilherme de Brandemburgo-Schwedt | Mãe: Joana Carlota de Anhalt-Dessau           | Avó materna: Henriqueta Catarina de Orange-Nassau                       | Bisavó materna: Amália de Solms-Braunfels                          |